# Biserica de lemn a lui Boțog din Mura Mare

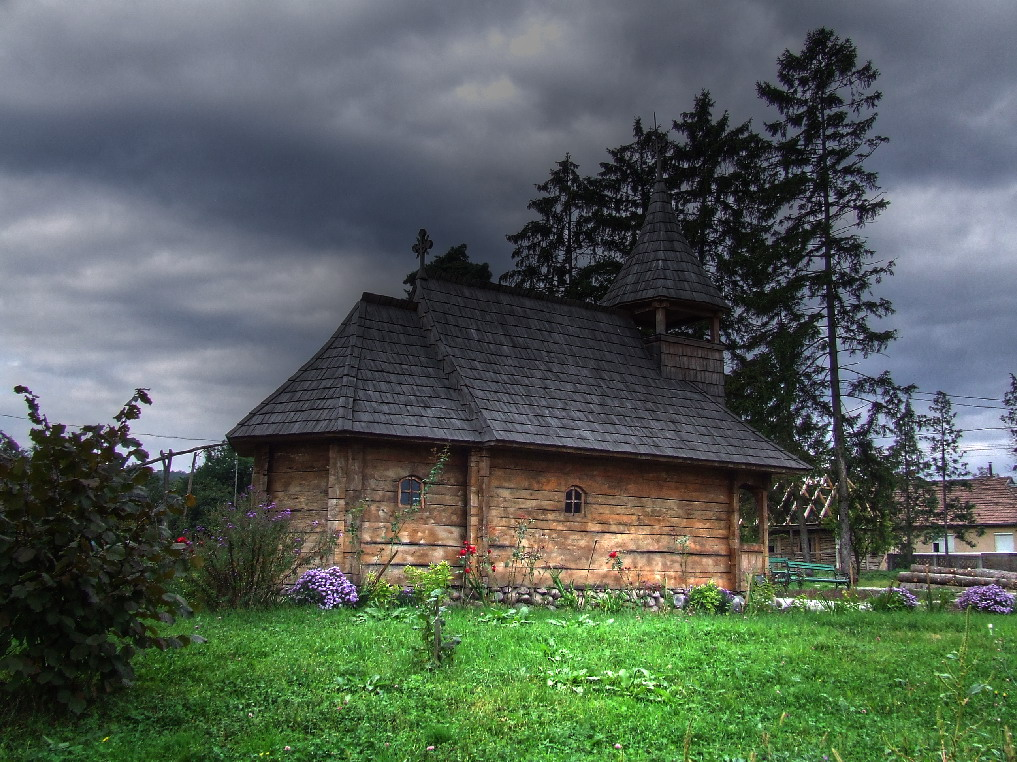
Biserica de lemn a lui Boțog din Mura Mare, vedere de ansamblu, sept. 2008

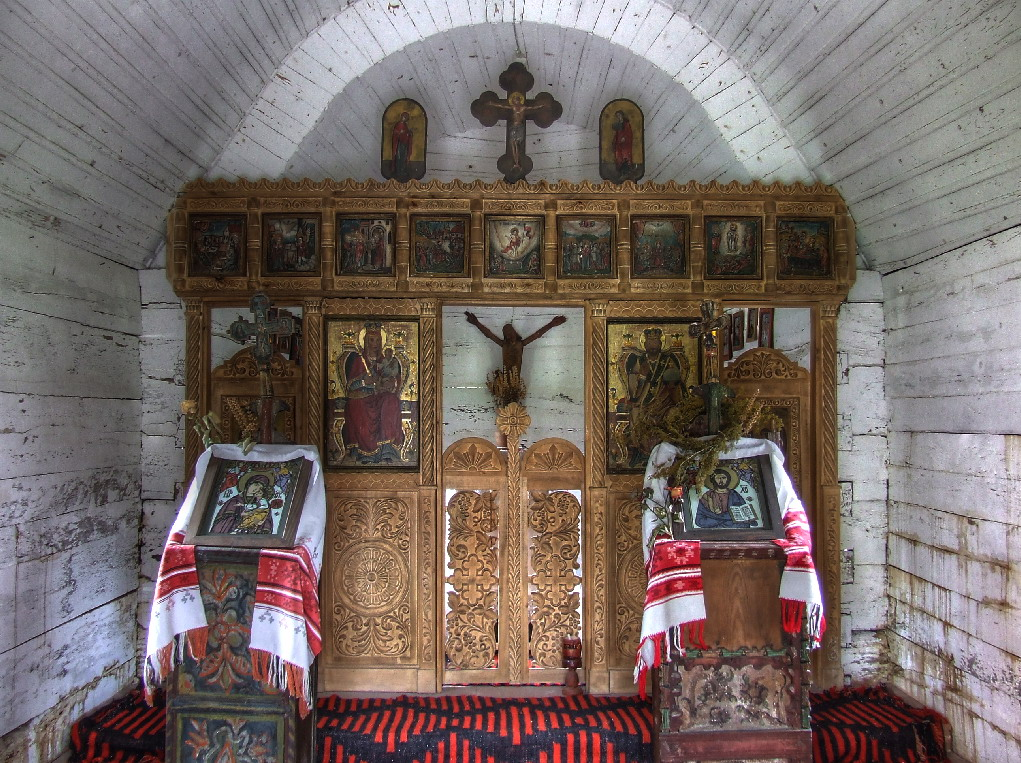
Biserica de lemn a lui Boțog din Mura Mare, iconostasul, sept. 2008

Biserica de lemn a lui Boțog din Mura Mare, comuna Gornești, județul Mureș a fost construită inițial în satul Iara de Mureș și datează probabil din secolul XVIII sau din cel anterior. Distrusă în mare parte, biserica a fost restaurată și se află în curtea Muzeului Etnografic din Reghin.

## Istoric și trăsături
Biserica de lemn din Iara de Mureș, monument de arhitectură din secolul al XVIII-lea, amintită în Șematism în anul 1760 cu 50 de familii de români, este și un document istoric, certificatul prezenței odinioară a românilor la Iara. Vândută la Isla, pentru a se construi din materialul ei o anexă gospodărească, biserica a fost răscumpărată de Boțog Iosif, în 1820, și amplasată în livada gospodăriei sale, în vale de celălalt lăcaș de lemn din Mura Mare. Pereții sunt construiți din câte șase bârne de stejar și înscriu un plan dreptunghiular, cu absida nedecroșată, poligonală, cu patru laturi, prezentând particularitatea arhaică, a unghiului în ax. Un luminator a fost crestat în două bârne ale absidei, asemănător cu cele de la Cetățuia (Vaslui), Bătești (Timiș) sau Păniceni (Cluj). Pridvorul cu clopotniță deasupra, este o intervenție mai târzie. Considerată proprietate a familiei Boțog, biserica se va fi bucurat de grija acesteia până la moartea lui Iosif Boțog (nepot sau strănepot al cumpărătorului). După aceea, ajunsă în paragină, biserica a fost salvată prin aducerea și reconstrucția ei în Muzeul etnografic din Reghin, în perioada 1996-1998, unde a primit hramul „Tăierea capului Sfântului Ioan Botezătorul”.

## Imagini

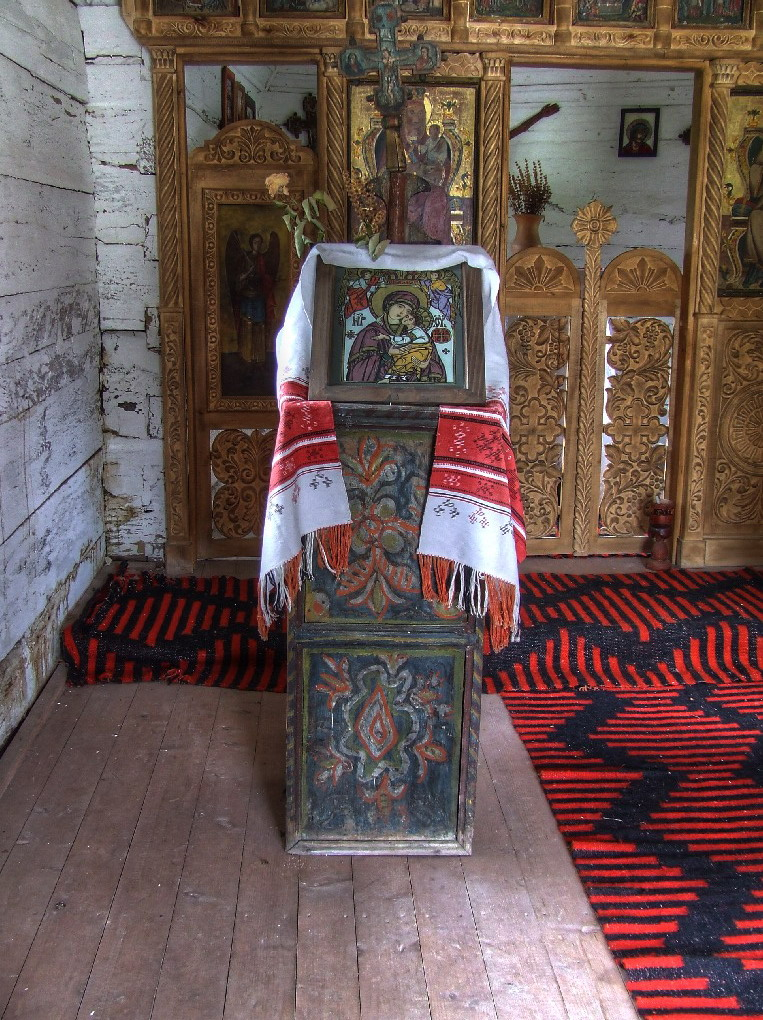
Interior
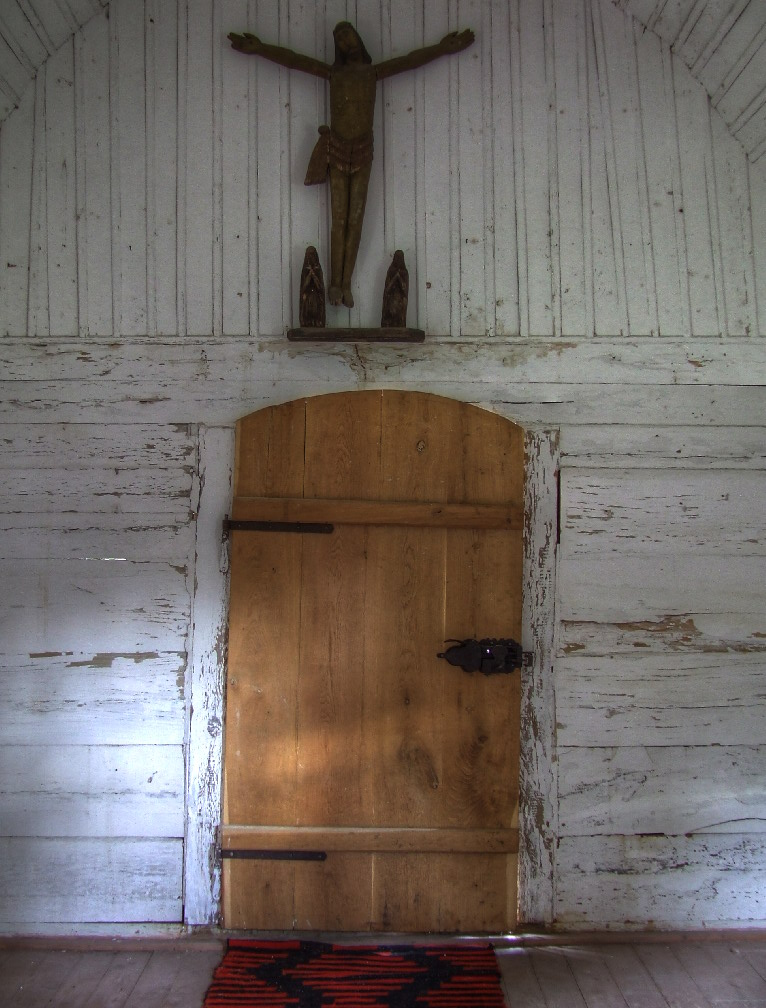
Intrarea
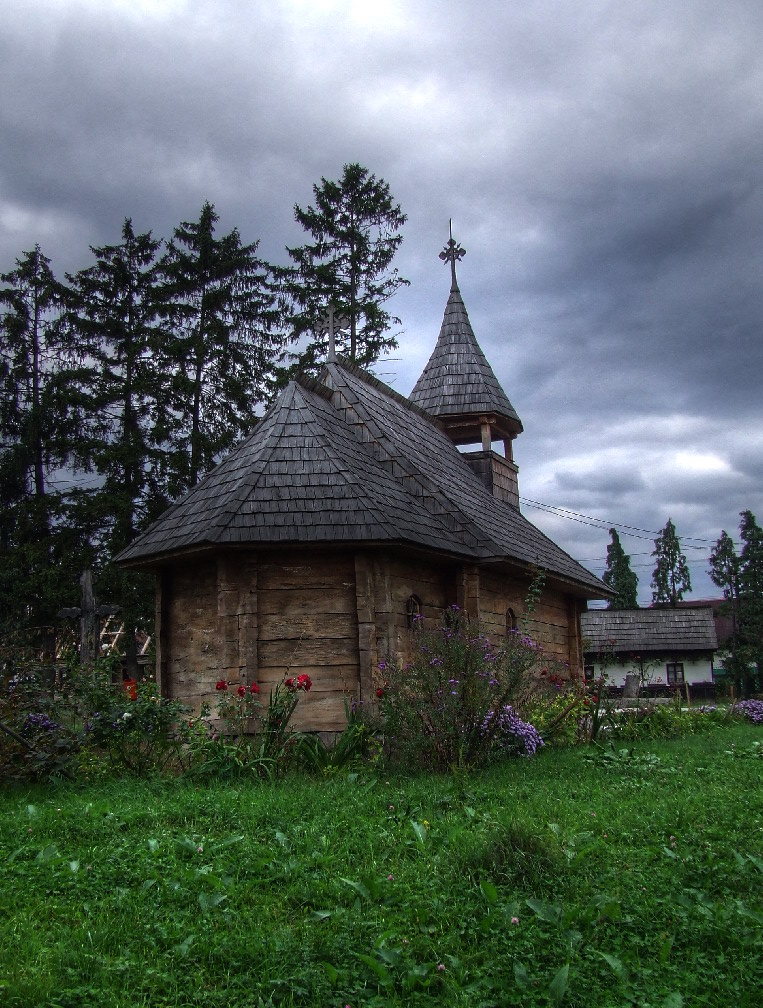
Vedere din est
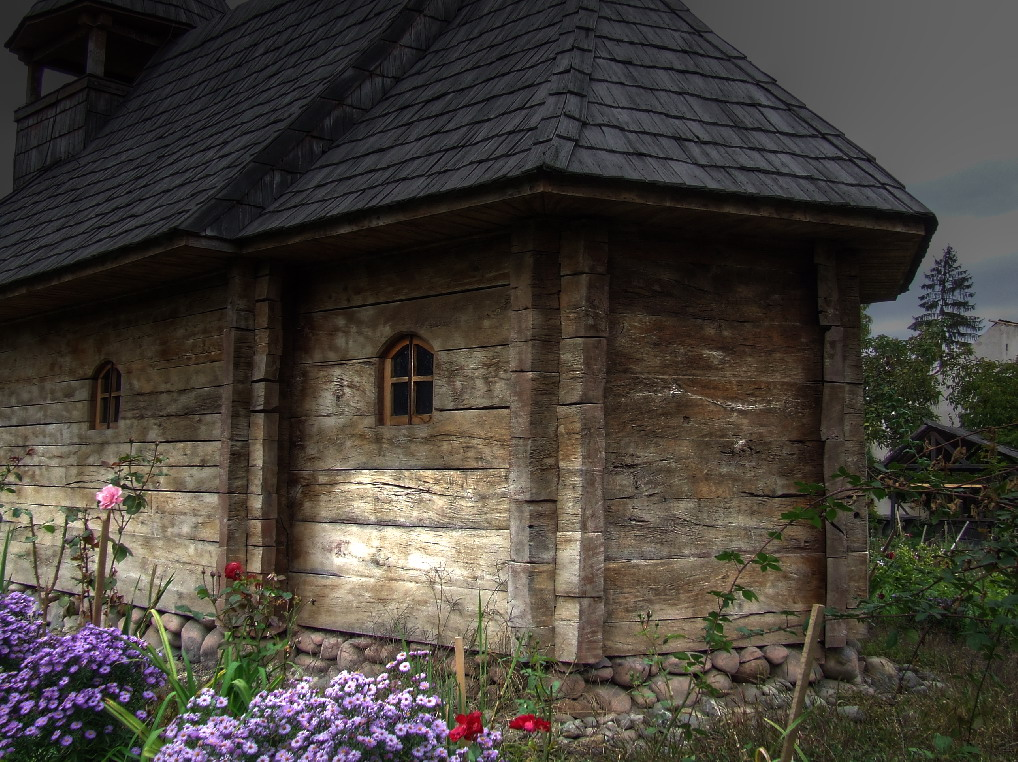
Absida altarului